# Rembrandt Peale
Rembrandt Peale (Contea di Bucks, 22 febbraio 1778 – Filadelfia, 3 ottobre 1860) è stato un pittore statunitense.
Peale realizzò molti ritratti di personaggi famosi come George Washington, Thomas Jefferson, Joseph Louis Gay-Lussac, François-André Michaux e l'esploratore Alexander von Humboldt.

## Biografia
Rembrandt Peale nacque nella contea di Bucks, nella Pennsylvania, il 22 febbraio 1778, ed era il terzo di sei figli sopravvissuti (11 di essi morirono) a Rachel Brewer e Charles Willson Peale. Quest'ultimo era un rinomato artista che decise di nominare il figlio in onore del celebre pittore e incisore olandese. Charles Peale insegnò ai suoi figli Rembrandt, Raphaelle, Rubens e Titian a dipingere paesaggi e ritratti. Sempre seguito dal padre, Rembrandt imparò le prime nozioni di arte e scienza, e iniziò a dipingere all'età di soli otto anni. Un anno dopo la morte della madre e il nuovo matrimonio del padre, Peale lasciò la scuola di arte, e creò il suo primo autoritratto all'età di 13 anni. Benché la tela denoti il precoce talento di Rembrandt, alcuni sostengono che non manchi di difetti. Egli avrebbe infatti caricato di importanza la propria immagine, esagerando il proprio ritratto, e i capelli ricci del futuro soggetto risulterebbero troppo simili a quelli di un angelo rinascimentale. Durante la sua vita, Peale mostrava spesso questo dipinto a giovani studenti d'arte per incoraggiarli a migliorare.
Nel luglio 1787 Charles Willson Peale presentò suo figlio Rembrandt a George Washington, e il giovane aspirante artista osservò suo padre intento a dipingere il futuro presidente. Nel 1795, all'età di 17 anni, Rembrandt dipinse Washington quando questi aveva raggiunto ormai un'età avanzata. Sebbene il presidente risulti più longevo di come appariva nella realtà, il ritratto fu ben accolto, e segnò l'inizio della sua fortuna.
All'età di venti anni, Peale sposò Eleanor May Short (1776–1836), di due anni più grande, nella St. Joseph's Church di Filadelfia. Peale e Short ebbero nove figli tra cui Rosalba, Eleanor, Michael Angelo, Angelica ed Emma Clara.
Peale viaggiò più volte in Europa e lungo l'emisfero occidentale in cerca d'ispirazione e nuove opportunità per fare carriera. Grazie al padre, fece due brevi soggiorni, il primo perdurato da giugno a settembre 1808, e un secondo protratto da ottobre 1809 a novembre 1810. A Parigi Peale studiò le opere di Jacques-Louis David, che lo spinsero ad adottare una matrice neoclassica. Dipinse il famoso esploratore Alexander von Humboldt e molti altri noti mecenati come Joseph Louis Gay-Lussac e François-André Michaux. Reduce da questi successi, Peale tornò a Filadelfia nel 1810.
The Roman Daughter del 1811 è emblematico nel far vedere gli sforzi di Peale di dimostrare la propria padronanza e sapienza artistica, e ritrae una donna intenta ad allattare il padre imprigionato, un tema che si riallaccia chiaramente alla Caritas romana descritto, tra gli altri, da Plinio il Vecchio. L'opera venne ritenuta troppo "sensazionale" dalla gente di Filadelfia, che non riusciva a comprendere appieno il suo impegno a "migliorare la qualità delle belle arti in America" del diciannovesimo secolo. Benché volesse originariamente acquistare il dipinto di Washington del 1795, il presidente Jefferson decise infine di rinunciare a causa delle difficoltà economiche dovute alla guerra anglo-americana (1812-1815), e incitò l'artista a trasferirsi in America perché "ci sono dei geni tra di noi. Tuttavia (dal momento che gli sforzi bellici attingono dagli uomini più facoltosi), non ci sono dei ricchi che possono premiarlo come merita".
Nel 1814 il ritrattista inaugurò il Peale Museum a Baltimora.
Nel 1822 Peale si trasferì a New York, dove tentò di dipingere il più fedelmente possibile Washington. Per farlo, prese come riferimento i ritratti di John Trumbull, Gilbert Stuart e di suo padre, oltre al suo quadro del 1795 che non considerava realmente riuscito. Il suo ritratto del 1824 Patriae Pater, anche soprannominato Porthole ("oblò"), raffigura Washington racchiuso in un ovale, ed è considerato da molti la seconda migliore opera di sempre con il presidente americano dopo l'Athenæum Portrait di Stuart. L'opera di Peale ricevette ottimi consensi, e venne acquistata dal Congresso per 2.000 dollari nel 1832. Oggi il dipinto è custodito nella vecchia Camera del Senato del Campidoglio.
Nel 1826 Peale co-fondò assieme ad altri artisti la National Academy of Design di New York.
Nel 1828 Peale raccolse fondi e cercò di guadagnare soldi per i suoi dipinti precedenti, per recarsi a Roma. Portò con sé suo figlio di 15 anni, Michael Angelo, che copiò i dipinti di suo padre. All'epoca, Peale ricevette consensi positivi grazie ai ritratti di Horatio Greenough e il Patriæ Pater, che mostrò nell'Accademia di belle arti fiorentina.
Nel 1840, Peale sposò Harriet Cany (1799–1869), dapprima sua allieva, e in seguito affermata artista.
Peale morì il 12 giugno 1860 a Filadelfia, e venne sepolto nel cimitero di Woodlands a West Philadelphia.

## Galleria d'immagini

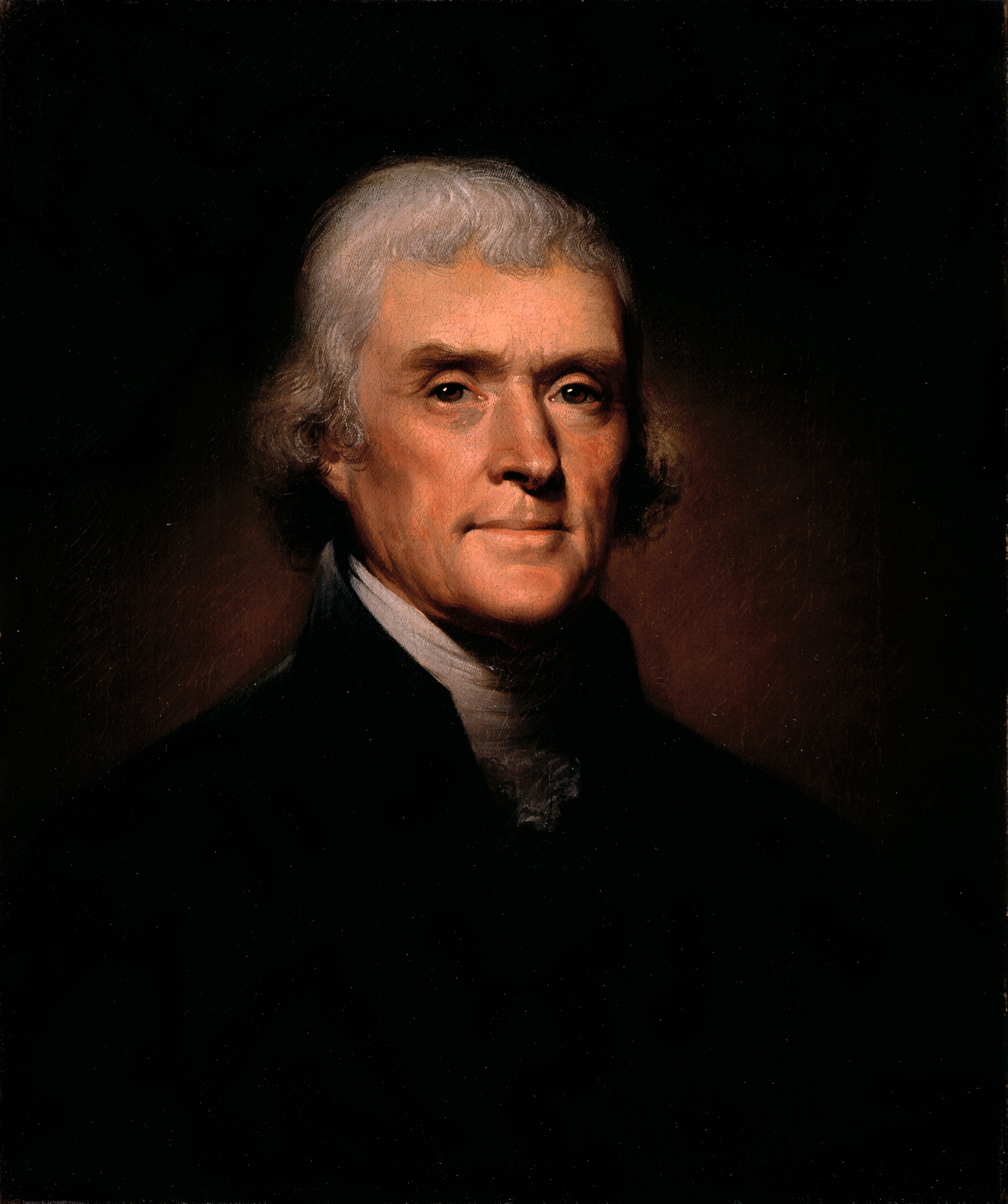
Ritratto di Thomas Jefferson (1800)
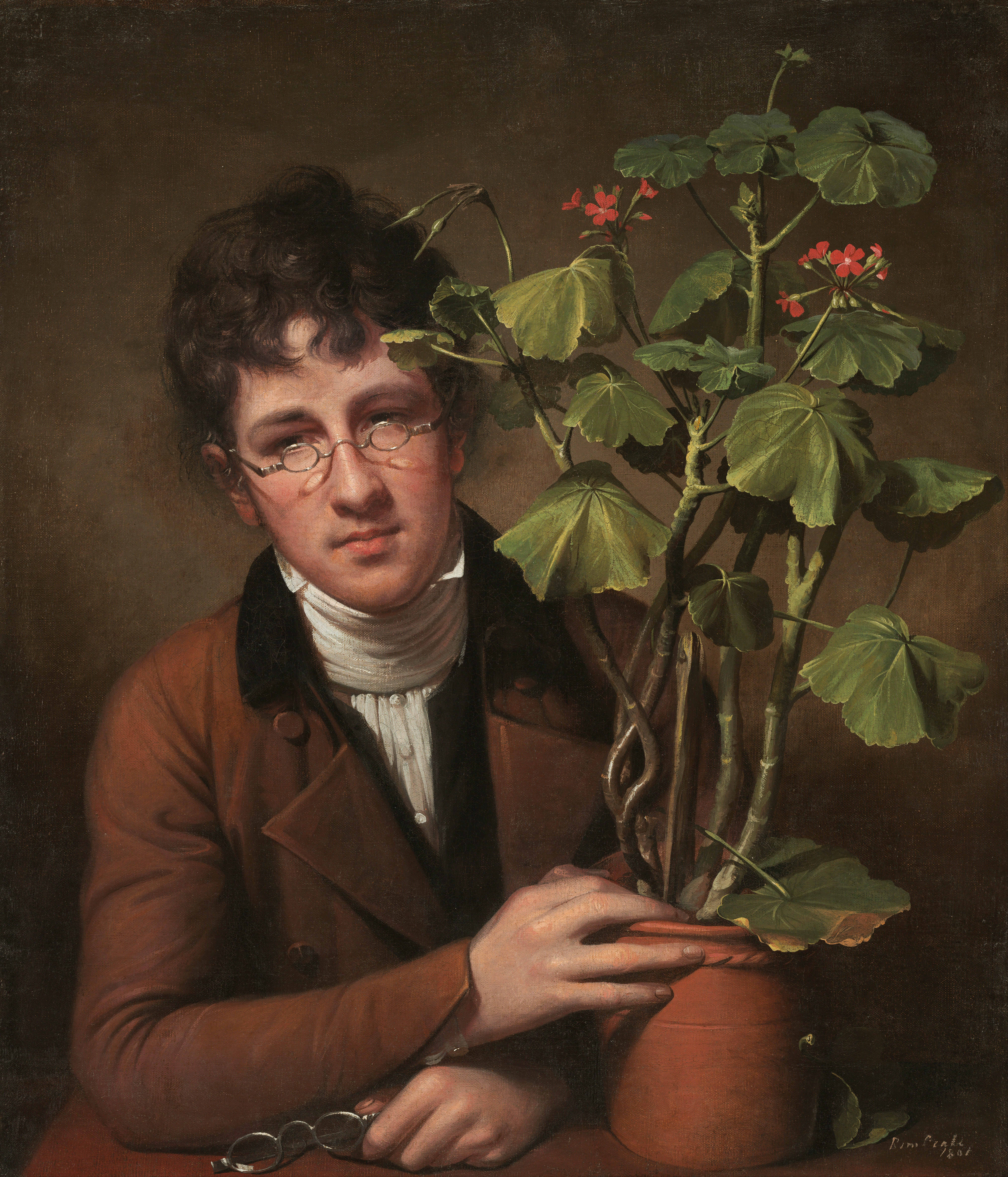
Rubens Peale with a Geranium (1801)
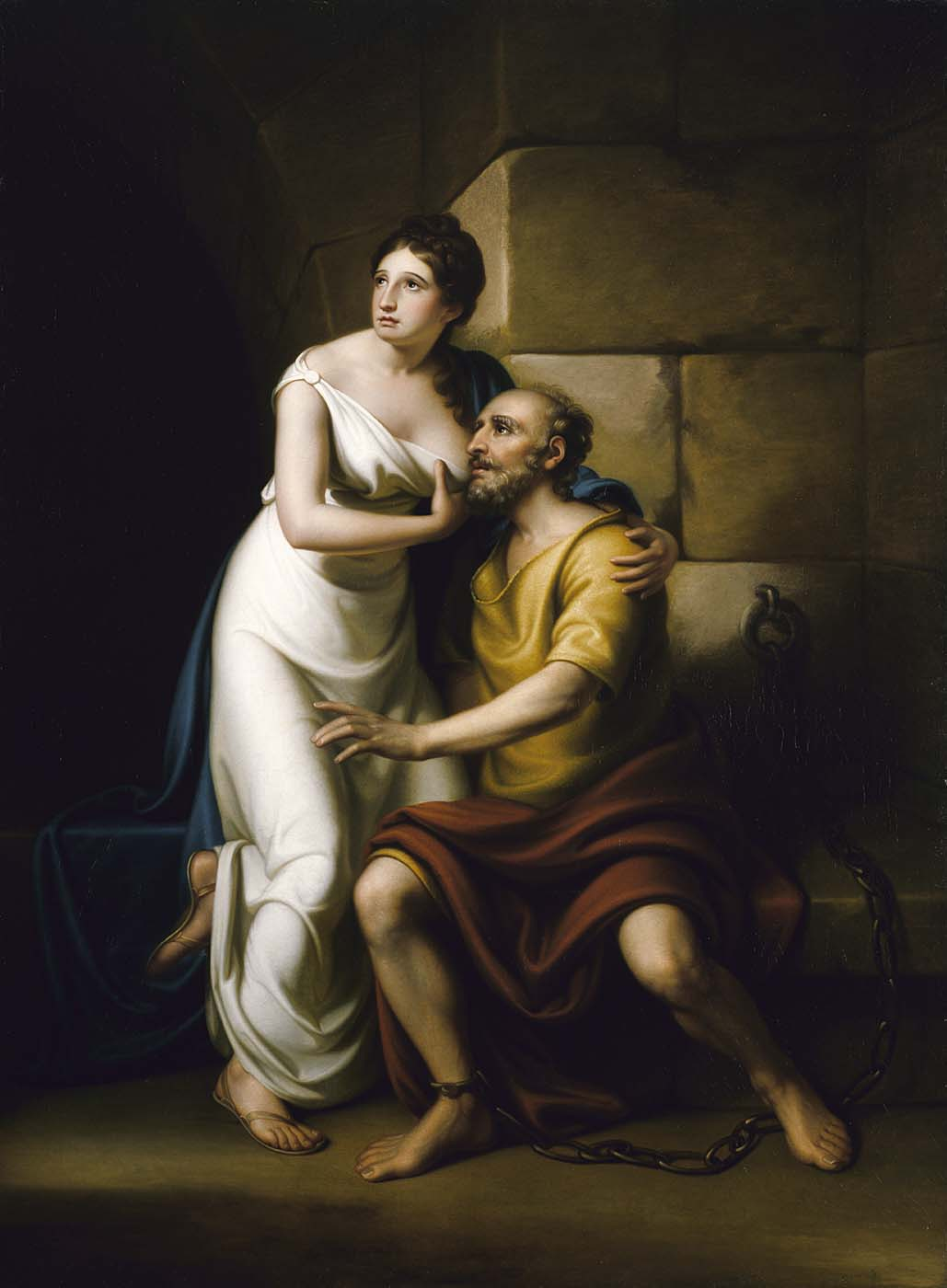
The Roman Daughter (1811)
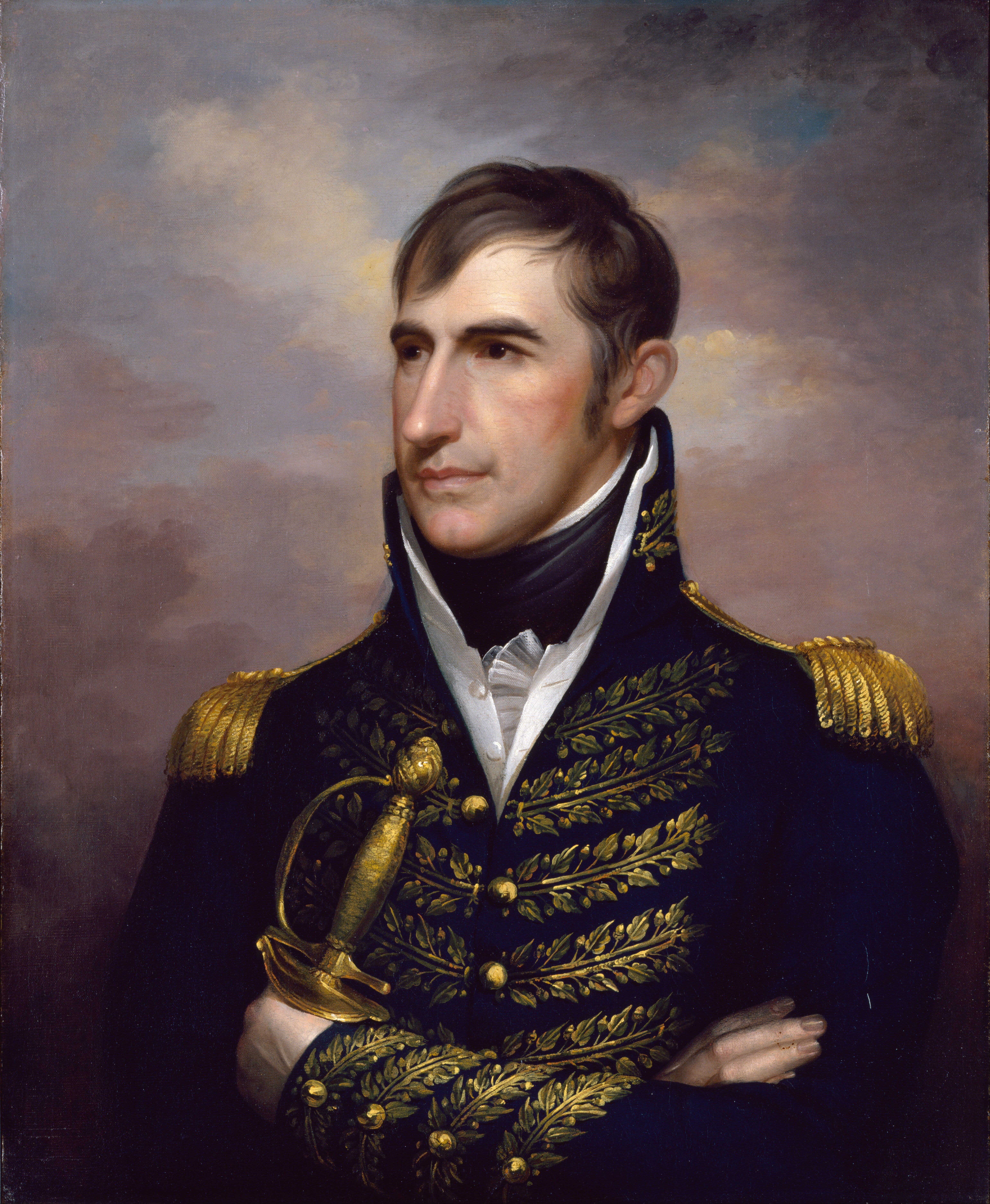
Ritratto di William Henry Harrison (ca. 1813)
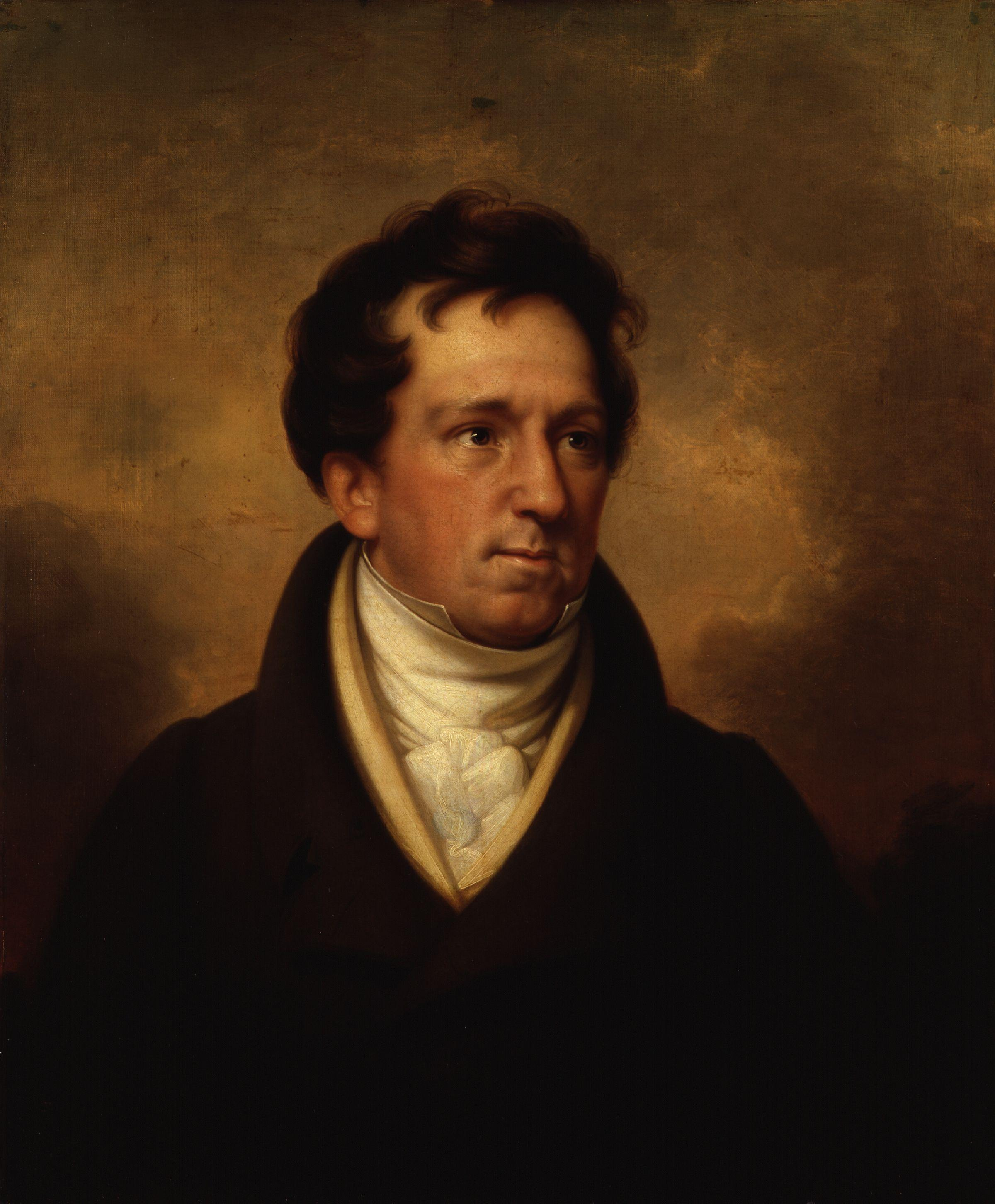
Ritratto di Charles Matthews (ca. 1822)
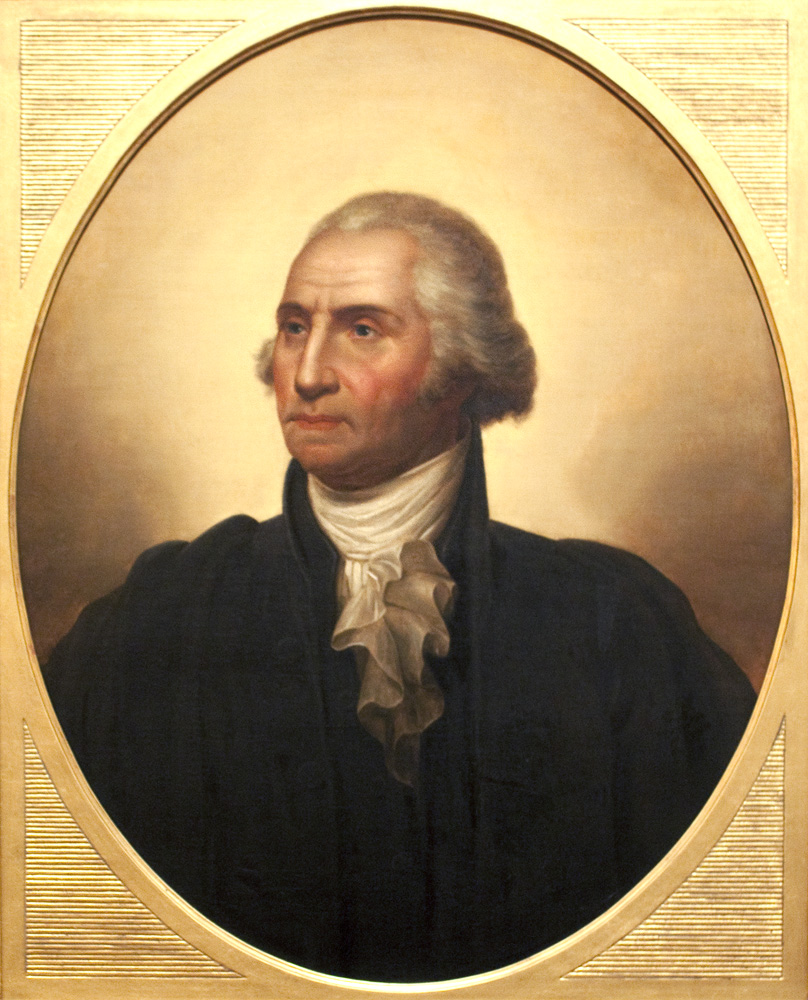
Ritratto di George Washington (ca. 1846)